# Androlyperus californicus
Androlyperus californicus är en skalbaggsart som först beskrevs av Schaeffer 1906.  Androlyperus californicus ingår i släktet Androlyperus och familjen bladbaggar. Inga underarter finns listade i Catalogue of Life.